# 7690 Sackler
7690 Sackler è un asteroide della fascia principale. Scoperto nel 1971, presenta un'orbita caratterizzata da un semiasse maggiore pari a 2,6323701 UA e da un'eccentricità di 0,2149376, inclinata di 3,97072° rispetto all'eclittica.